# Luis Rocafull
Luis Alberto Rocafull López (Arica, 17 de septiembre de 1958) es un ingeniero en ejecución en administración y político chileno, miembro del Partido Socialista (PS). En su carrera política, ejerció como el primer intendente de la entonces recién creada región de Arica y Parinacota en el periodo 2007-2010.
Posteriormente, se desempeñó en dos oportunidades como diputado de la República en representación del distrito n° 1 (correspondiente a las comunas de Arica, Putre, Camarones y General Lagos): un primer periodo legislativo comprendido entre los años 2014 y 2018, y un segundo periodo consecutivo entre los años 2018 y 2022.
Se presentó a las elecciones parlamentarias de 2021 por el distrito n°1 pero no resultó electo. Mantiene una vida pública activa dentro de su región, y posee su columna de opinión en la radio local Cappíssima Multimedial.

## Familia y estudios
Nació el 17 de septiembre de 1958, en Arica; hijo de Alberto Segundo Rocafull Franchich y Marcela Teresa López Canales. Es padre de cinco hijos: Luis, Claudio, Fabián, Marlyn y Álvaro.
Está emparejado con Yannina Fuentes Castillo, quien es madre de su hijo menor.
Estudió en la Escuela N.°1 del Grupo Escolar, en la Escuela N.°14 y en el actual Liceo A-5 de su ciudad natal, donde egresó de enseñanza media.
Tras pasar por varios trabajos —como taxista y obrero— ingresó a la Universidad Arturo Prat (UNAP), donde se tituló de ingeniero de ejecución en administración con mención en finanzas. Luego realizó un diplomado en diseño y evaluación de proyectos de inversión social en la Universidad de Tarapacá, y un magíster en administración gerencial en la Universidad Arturo Prat.
Fue director regional en Arica y Parinacota del Fondo de Solidaridad e Inversión Social (FOSIS).

## Carrera política
En marzo de 1972 se incorporó al Partido Socialista (PS) donde ha ocupado diferentes cargos como dirigente político.
Fue consejero regional y en octubre de 2007 fue nombrado como primer intendente de la recién creada región de Arica y Parinacota por la presidenta Michelle Bachelet. Ocupó el cargo hasta el 11 de marzo de 2010.
Tras la elección presidencial de noviembre de 2013 asumió como jefe de campaña del comando de Arica de la candidata Michelle Bachelet para la segunda vuelta electoral de diciembre de ese año.
En las elecciones parlamentarias de 2013 se presentó como candidato a diputado por el distrito n° 1, correspondiente a las comunas de Arica y Parinacota, por el PS, dentro del pacto «Nueva Mayoría». Fue elegido con el 22,41% de los votos, y asumió el 11 de marzo de 2014. Fue integrante de las comisiones permanentes de Relaciones Exteriores, Asuntos Interparlamentarios e Integración Latinoamericana; y Zonas Extremas y Antártica Chilena. Siendo presidente de esta última en 2014.
En las elecciones parlamentarias de 2017 fue reelecto como diputado por el reformado distrito n° 1 de la Región de Arica y Parinacota, por el período 2018-2022, al obtener 6.430 votos, equivalente al 9,03% del total de sufragios válidamente emitidos. Fue integrante de las Comisiones Permanentes de Familia y Adulto Mayor, Pesca, Acuicultura e Intereses Marítimos, Relaciones Exteriores y Revisora de Cuentas.

## Historial electoral

### Elecciones municipales de 2012
- Elecciones municipales de 2012, para Alcalde de Arica.[4]

### Elecciones parlamentarias de 2013
- Elecciones parlamentarias de 2013, candidato a diputado por el distrito 1 (Arica, Camarones, General Lagos y Putre)[5]

### Elecciones parlamentarias de 2017
- Elecciones parlamentarias de 2017, candidato a diputado por el distrito 1 (Arica, Camarones, General Lagos y Putre)[6]

### Elecciones parlamentarias de 2021
- Elecciones parlamentarias de 2021, candidato a diputado por el distrito 1 (Arica, Camarones, General Lagos y Putre)[7]